# La Neuveville (district)
La Neuveville was een district in het kanton Bern met hoofdplaats La Neuveville. Het district omvatte 5 gemeenten op 63 km².
Het district ontstond uit de voogdij La Neuveville dat in 1797 tot 1800 onderdeel was van het Franse departement Mont Tarbe, van 1800 tot 1803 onderdeel van het kanton Biel dat in 1816 bij het Franse departement Haut-Rhin hoorde. Het gebied van La Neuveville werd in  1816 onderdeel van het kanton Bern als onderdeel van het Oberamt Erlach, dat in 1833 een Ambtsbezirk werd. In 1846 werd het Duitstalige Neuenstadt met Franstalige Ambtbezirken van het kanton Bern samengevoegd. Het district is op 1 januari 2010 opgegaan in Jura bernois.
| Gemeentenaam  | Inwonersaantal (31/12/2005) | Oppervlakte (km²) |
| ------------- | --------------------------- | ----------------- |
| Diesse        | 428                         | 9,44              |
| Lamboing      | 671                         | 9,10              |
| La Neuveville | 3512                        | 6,80              |
| Nods          | 716                         | 26,70             |
| Prêles        | 808                         | 6,98              |
| Totaal (5)    | 6135                        | 59,02             |

Aarberg · Aarwangen · Bern · Biel · Büren · Burgdorf · Courtelary · Erlach · Fraubrunnen · Frutigen · Interlaken · Konolfingen · Laupen · Moutier · La Neuveville · Nidau · Niedersimmental · Oberhasli · Obersimmental · Saanen · Schwarzenburg · Seftigen · Signau · Thun · Trachselwald · Wangen